# Катастрофа Boeing 707 в Кири Касаме
В понедельник 19 декабря 1994 года самолет выполнял грузовой рейс из Джидды (JED) в Кано (KAN). Общий вес груза составил 35 тонн, упакованных в 13 поддонов, и несколько отдельных связок товаров, которые были загружены в нижний грузовой отсек.

## Самолёт
Самолёт Boeing 707-3F9C был выпущен заводом Boeing в 1972 году (за 22 года до происшествия) и передан Nigeria Airways. У капитана судна насчитывалось 10 917 летных часов, из которых 3594,5 на Boeing 707. Первый офицер имел лицензию на полеты на Boeing 707 и Boeing 727, в общей сложности 5201 летный час, более 2000 из которых на Boeing 707. Бортинженер имел 2293 летных часа. 

## Катастрофа
Вылет из Джидды был задержан на тринадцать часов из-за проблем с запуском двигателя № 4, однако Boeing 707 все же вылетел в 13:48 UTC. Где-то около 17:00 UTC, когда самолет уже приближался к Нджамене, а эшелон полета был 350, бортинженер заметил странный запах в кабине. Оказалось, что область вокруг поддона № 11 была покрыта дымом. Были приняты меры по его устранению, и это временно стабилизировало ситуацию. До конца полета оставалось около 40 минут. В 18:00 Boeing 707 получил разрешение на снижение. После этого самолет подал сигнал бедствия, а через минуту сработала система пожарной сигнализации. Дым проник в салон. Самолет начал снижаться со скоростью около 3000 футов в минуту, в результате чего триммеры тангажа стали неисправными, и авиалайнер врезался в болото. Трое человек на борту погибли. 

## Причины
Согласно отчету об авиационном происшествии, «Вероятной причиной этой аварии было тепловыделяющее вещество, которое было спрятано в грузе тканей внутри поддона № 11 в грузовом отсеке самолета. Тепло, исходившее от поддона, привело к образованию дыма, который вызвал серьезное отвлечение внимания в кабине, а затем вызвал взрыв, который серьезно нарушил управление полетом самолёта».